# 10322 Маюмінаріта
10322 Маюмінаріта (10322 Mayuminarita) — астероїд головного поясу, відкритий 11 листопада 1990 року.
Тіссеранів параметр щодо Юпітера — 3,518.